# Hội chứng sợ hạnh phúc
Hội chứng sợ hạnh phúc (tiếng Anh: cherophobia) là một hội chứng sợ đối với hạnh phúc, trong đó các cá nhân có thể cố tình tránh những trải nghiệm gợi lên cảm xúc tích cực hoặc hạnh phúc.